# کایزر موتورز
کایزر موتورز (انگلیسی: Kaiser Motors) شرکت خودروسازی آمریکایی بود، که در سال ۱۹۴۵ توسط هنری جی. کایزر تأسیس شد.